# Acanthobrama hadiyahensis
Acanthobrama hadiyahensis är en fiskart som beskrevs av Coad, Alkahem och Behnke, 1983. Acanthobrama hadiyahensis ingår i släktet Acanthobrama och familjen karpfiskar. Inga underarter finns listade i Catalogue of Life.